# Sáregres
Sáregres é um município da Hungria, situado no condado de Fejér. Tem 26,16 km² de área e sua população em 2015 foi estimada em 735 habitantes.